# Clemensia mesomima
Clemensia mesomima là một loài bướm đêm thuộc phân họ Arctiinae, họ Erebidae.